# Préfecture autonome bai de Dali
La préfecture autonome bai de Dali (大理白族自治州 ; pinyin : Dàlǐ báizú Zìzhìzhōu) est une subdivision administrative de la province du Yunnan en Chine. Son chef-lieu est la ville de Dali.

## Économie
En 2004, le PIB total a été de 20,1 milliards de yuans, et le PIB par habitant de 5 970 yuans.

## Subdivisions administratives
La préfecture autonome bai de Dali exerce sa juridiction sur douze subdivisions, à savoir une ville-district, huit xian et trois xian autonomes :
- la ville de Dali - 大理市 Dàlǐ Shì ;
- le xian de Xiangyun - 祥云县 Xiángyún Xiàn ;
- le xian de Binchuan - 宾川县 Bīnchuān Xiàn ;
- le xian de Midu - 弥渡县 Mídù Xiàn ;
- le xian de Yongping - 永平县 Yǒngpíng Xiàn ;
- le xian de Yunlong - 云龙县 Yúnlóng Xiàn ;
- le xian d'Eryuan - 洱源县 Ěryuán Xiàn ;
- le xian de Jianchuan - 剑川县 Jiànchuān Xiàn ;
- le xian de Heqing - 鹤庆县 Hèqìng Xiàn ;
- le xian autonome yi de Yangbi - 漾濞彝族自治县 Yàngbì yízú Zìzhìxiàn ;
- le xian autonome yi de Nanjian - 南涧彝族自治县 Nánjiàn yízú Zìzhìxiàn ;
- le xian autonome yi et hui de Weishan - 巍山彝族回族自治县 Wēishān yízú huízú Zìzhìxiàn.

| Map | Map                                | Map                | Map                          | Map               | Map              | Map            |
| --- | ---------------------------------- | ------------------ | ---------------------------- | ----------------- | ---------------- | -------------- |
|     |                                    |                    |                              |                   |                  |                |
| #   | Nom                                | Hanzi              | Hanyu Pinyin                 | Population (2010) | Superficie (km²) | Densité (/km²) |
| 1   | ville de Dali                      | 大理市             | Dàlǐ Shì                     | 652,000           | 1,468            | 444            |
| 2   | xian de Xiangyun                   | 祥云县             | Xiángyún Xiàn                | 456,000           | 2,498            | 183            |
| 3   | xian de Binchuan                   | 宾川县             | Bīnchuān Xiàn                | 349,000           | 2,627            | 133            |
| 4   | xian de Midu                       | 弥渡县             | Mídù Xiàn                    | 313,000           | 1,571            | 199            |
| 5   | xian de Yongping                   | 永平县             | Yǒngpíng Xiàn                | 175,000           | 2,884            | 61             |
| 6   | xian de Yunlong                    | 云龙县             | Yúnlóng Xiàn                 | 200,000           | 4,712            | 42             |
| 7   | xian d'Eryuan                      | 洱源县             | Ěryuán Xiàn                  | 268,000           | 2,961            | 91             |
| 8   | xian de Jianchuan                  | 剑川县             | Jiànchuān Xiàn               | 170,000           | 2,318            | 73             |
| 9   | xian de Heqing                     | 鹤庆县             | Hèqìng Xiàn                  | 255,000           | 2,395            | 106            |
| 10  | xian autonome yi de Yangbi         | 漾濞彝族自治县     | Yàngbì Yízú Zìzhìxiàn        | 102,000           | 1,957            | 52             |
| 11  | xian autonome yi de Nanjian        | 南涧彝族自治县     | Nánjiàn Yízú Zìzhìxiàn       | 212,000           | 1,802            | 118            |
| 12  | xian autonome yi et hui de Weishan | 巍山彝族回族自治县 | Wēishān Yízú Huízú Zìzhìxiàn | 304,000           | 2,266            | 134            |

## Ville numérique de Dali

### Politiques de ville numérique de Dali
En mai 2020, la préfecture de Dali a été choisie comme ville pilote pour moderniser la gouvernance urbaine. Elle utilise des nouvelles technologies telles que le big data, l'intelligence artificielle, Internet et l'Internet des objets pour construire une smart station pour la gouvernance urbaine. La préfecture a normalisé la construction et le fonctionnement de centres de services de gestion, de centres de services complets de réseau et de centres d'intégration politique et juridique des médias préfectoraux et départementaux. Ces centres ajoutent des "ailes" intelligentes à la gouvernance sociale urbaine et renforcent la synergie du soutien à la gouvernance sociale intelligente.

### Plateforme de ville numérique
La plateforme intelligente de Dali relie verticalement 12 comtés, 112 cantons et 1 157 villages dans la préfecture et relie horizontalement les départements concernés pour des centres de gestion et de gouvernance, des centres de services du parti et des centres de services juridiques publics. Ils ont rassemblé des ressources de données liées à la gouvernance sociale dans toute la ville pour résoudre les problèmes de gouvernance. Ils considèrent la ville comme le principal champ de bataille pour la résolution des problèmes et le canton comme la résolution des conflits et des différends de première ligne. Ils ont également construit un réseau de centres de services de gestion complet et de centres de services du parti pour atteindre l'objectif de « diriger par la construction du parti, gestion unifiée d'un réseau, construction d'un réseau, intégration de plusieurs réseaux et utilisation commune d'un réseau ».